# Toowoomba
Toowoomba (/təˈwʊmbə/) est une ville australienne située dans la zone d'administration locale du même nom, dont elle est le siège, au Queensland.

## Géographie
La ville est située à 132 km à l’ouest de Brisbane, la capitale du Queensland. Toowoomba est, après Canberra, la plus grande ville non côtière d'Australie. Elle est située au sommet d'une colline de la Cordillère australienne, à 700 m d'altitude. Quelques rues sont situées sur le versant est mais la majorité est sur le côté ouest. Du fait de sa position, les eaux de pluie qui tombent sur la ville ont un sort très différent : en tombant sur le versant est, elles se jetteront dans la baie Moreton à 170 km de là, en tombant sur le versant ouest, elles rejoindront la Condamine, cours d'eau du bassin Murray-Darling et se jetteront dans l'océan après un parcours de 3 000 km, près d'Adélaide, en Australie-Méridionale.
C'est à Toowoomba que se termine également la fameuse barrière à dingos (Dingo Fence), la plus longue clôture construite au monde, qui avec ses 5 320 km est destinée à préserver les élevages de moutons du sud-est australien contre ces chiens sauvages que sont les dingos.

### Climat
Toowoomba a un climat subtropical humide (Köppen: Cfa) avec des étés modérément chauds et humides et des hivers doux et assez secs; influencé par son élévation de 641 m. La pluviométrie est moderée: 729,2 mm par an, avec un maximum d'été. La température la plus élevée enregistrée est de 40,8 ºC le 12 février 2017, tandis que la température la plus basse est de −4,4 ºC le 12 juillet 1965.
| Mois                                            | jan. | fév.  | mars | avril | mai  | juin | jui. | août | sep. | oct. | nov. | déc.  | année |
| ----------------------------------------------- | ---- | ----- | ---- | ----- | ---- | ---- | ---- | ---- | ---- | ---- | ---- | ----- | ----- |
| Température minimale moyenne (°C)               | 17,7 | 17,6  | 16,5 | 13,4  | 10   | 7,5  | 6,6  | 7,6  | 10,5 | 12,9 | 14,8 | 16,7  | 12,6  |
| Température maximale moyenne (°C)               | 28,4 | 27,7  | 26,1 | 23,2  | 19,8 | 17   | 16,8 | 18,8 | 22,3 | 24,6 | 26,3 | 27,7  | 23,2  |
| Record de froid (°C)                            | 8,9  | 7,2   | 6,1  | 3,1   | −1,8 | −3,6 | −4,4 | −4,2 | −0,4 | 1,9  | 3,8  | 7,4   | −4,4  |
| Record de chaleur (°C)                          | 39,5 | 40,8  | 36,1 | 32,3  | 29   | 27,9 | 24,7 | 32   | 34,9 | 36,4 | 38,1 | 38,9  | 40,8  |
| Précipitations (mm)                             | 91,2 | 106,3 | 87,9 | 30,1  | 45,2 | 34,2 | 29,4 | 28,8 | 33,4 | 67   | 75,1 | 103,6 | 729,2 |
| dont nombre de jours avec précipitations ≥ 1 mm | 7,2  | 7,6   | 7,8  | 4,2   | 4,6  | 4,6  | 4    | 3,7  | 4,2  | 6,5  | 6,5  | 7,6   | 68,5  |
| Humidité relative (%)                           | 51   | 56    | 52   | 50    | 51   | 54   | 50   | 42   | 40   | 40   | 48   | 49    | 49    |

## Histoire
L'origine de son nom n'est pas connu avec certitude. Il pourrait provenir d'un nom aborigène qui signifie « marécage ».
L'histoire de Toowoomba commence en 1816 quand le botaniste et explorateur anglais, Allan Cunningham, arrive en Australie en provenance du Brésil où il était allé chercher des végétaux qu'il pourrait cultiver en Australie.
En juin 1827, il est récompensé de ses recherches quand il découvre une vaste région de 16 000 km2 de terres cultivables, à l'est de la Cordillère australienne à 160 km à l'ouest du futur Brisbane.
Quelques années plus tard arrivent d'autres colons, des commerçants et hommes d'affaires qui fondent la ville de Drayton. À la fin des années 1840, Drayton s'est suffisamment développée pour posséder son journal, son magasin général, son bureau de poste et son hôtel (The Royal Bull's Head Inn, construit par William Horton et qui existe toujours). Horton est considéré comme le fondateur de Toowoomba, bien qu'il n'en ait pas été le premier habitant. C'est en envoyant son personnel couper des roseaux à quelques kilomètres de Drayton que ceux-ci découvrent une zone de marécages facile à mettre en valeur par des travaux de drainage. Les conducteurs de chariots et les saisonniers agricoles itinérants répandent dans la région l'existence de ce nouveau lieu de peuplement. La ville de Toowoomba se met à se développer avec 700 habitants, trois hôtels et de nombreux magasins, et supplante Drayton. Le gouverneur Bowen l'érige en municipalité le 24 novembre 1860. Le premier conseil municipal est élu le 4 janvier 1861 et William Henry Groom en est le premier maire.
En 1892, Toowoomba devient un township puis une city en 1904. Elle est enfin réunie le 15 mars 2008 avec sept comtés adjacents pour former la région de Toowoomba, dont elle devient le siège.

## Démographie
| 2011    | 2016    | 2021    |
| ------- | ------- | ------- |
| 105 984 | 130 722 | 142 163 |

## Culture et patrimoine
La cathédrale catholique Saint-Patrick a été construite entre 1883 et 1935 dans le style néogothique.
L'église anglicane Saint-Luc a été construite en 1897
La ville abrite le Cobb & Co Museum, un musée des anciennes diligences et autres voitures à chevaux de l'époque.

## Personnalités liées à Toowoomba
catégorie « Naissance à Toowoomba »
- Glynis Nunn (1960-), championne olympique de l'heptathlon en 1984.

## Galerie

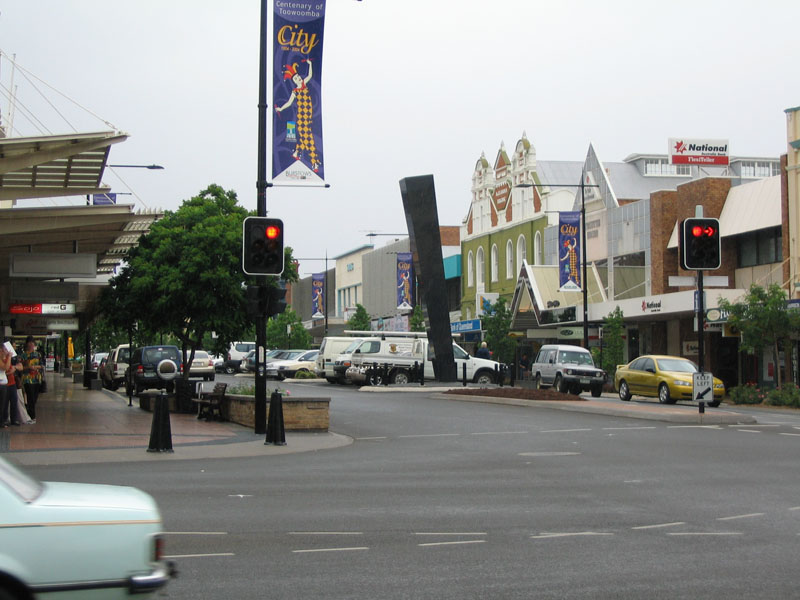
Ruthven Street.
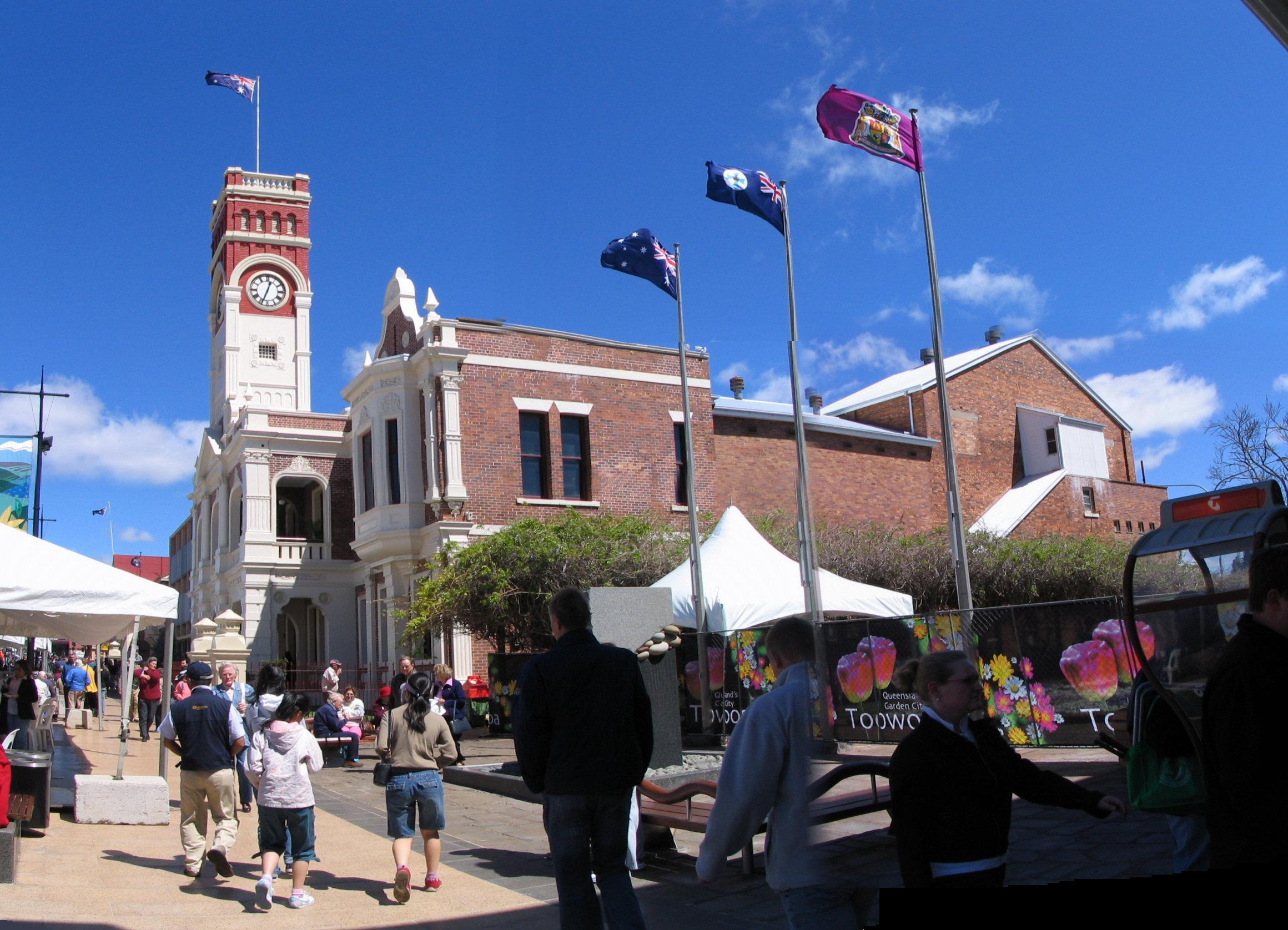
Hôtel de ville.
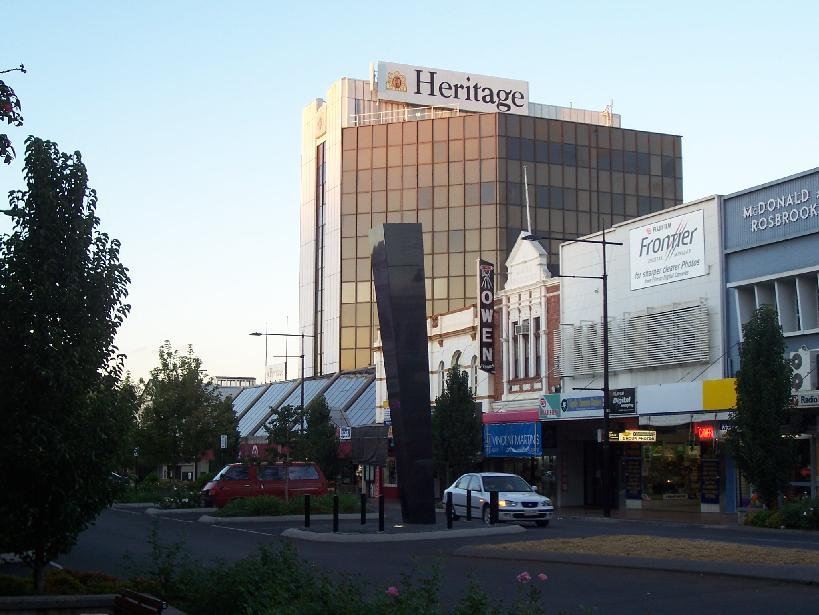
Heritage Plaza.
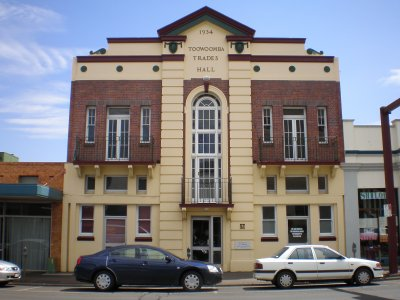
Maison des syndicats.